# ليا وارد سيرز
ليا وارد سيرز (بالإنجليزية: Leah Ward Sears) هي قاضية ومحامية أمريكية، ولدت في 13 يونيو 1955 في هايدلبرغ في ألمانيا.

## وصلات خارجية
- ليا وارد سيرز على موقع إن إن دي بي (الإنجليزية)